# آرثر ميناسيان (لاعب كرة قدم)
آرثر ميناسيان (بالأرمنية: Արթուր Սերգեյի Մինասյան)‏ هو لاعب كرة قدم أرميني في مركز الوسط، ولد في 9 أغسطس 1978 في يريفان في أرمينيا. لعب مع أرارات يريفان.

## وصلات خارجية
- آرثر ميناسيان (لاعب كرة قدم) على موقع قاعدة بيانات كرة القدم.إي يو (الإنجليزية)
- آرثر ميناسيان (لاعب كرة قدم) على موقع بيانات كرة القدم. دي إي (الألمانية)
- آرثر ميناسيان (لاعب كرة قدم) على موقع Soccerway.com (الإنجليزية)
- آرثر ميناسيان (لاعب كرة قدم) على موقع عالم كرة القدم.نت (الإنجليزية)